# Alexander Singer
Alexander Singer est un réalisateur américain né le 18 avril 1928 à New York et mort le 18 décembre 2020, à 92 ans. Il a réalisé un certain nombre de films comme Captain Apache mais est plus connu pour le très grand nombre d'épisodes de séries télévisées réalisés telles que Mission impossible, Star Trek : La Nouvelle Génération, Star Trek : Voyager ou encore MacGyver.

## Filmographie
- 1964 : Psyche 59
- 1967-1968 : The Monkees (série télévisée) 6 épisodes
- 1966 : That Girl (série)
- 1965 : L'Amour a plusieurs visages (Loves has many faces)
- 1971 : Captain Apache
- 1973 : L'Homme de fer (Ironside) (série TV)
- 1976 : Time Travelers (téléfilm)